# Дроумор
 Тази статия е за града в графство Даун, Северна Ирландия.  За града в графство Тайроун вижте Дроумор (Тайроун).  
Дроумо̀р (на английски: Dromore; на ирландски: Droim Mór) е град в югоизточната част на Северна Ирландия. Разположен е около река Лаган в район Банбридж на графство Даун на около 24 km югозападно от централната част на столицата Белфаст. Населението му е 6011 жители, по данни от 2011 г.

## Известни личности
Починали в Дроумор
- Томас Пърси (1729 – 1811), фолклорист и духовник